# زبان آهوم
زبان آهوم (انگلیسی: Ahom language)زبانی منقرض‌شده از شاخهٔ تای در خانوادهٔ زبان‌های تای-کادای است که در گذشته توسط مردم آهوم در ایالت آسام در شمال شرق هند به‌کار می‌رفت. این زبان پس از مهاجرت سوکافا، رهبر تای‌ها، و پیروانش در سال ۱۲۲۸ میلادی به درهٔ براهماپوترا به همراه آنان وارد آسام شد و تا چند قرن بعد در دربار، متون مذهبی و اداری کاربرد داشت. مردم آهوم به‌تدریج با جوامع محلی تبتی-برمه‌ای درآمیختند و زبان آسامی را در زندگی روزمره پذیرفتند، به‌طوری‌که از سدهٔ هفدهم میلادی زبان آهوم به‌عنوان زبان گفتاری جای خود را به زبان آسامی داد و تنها در قالب متون مذهبی، تاریخی و آیینی باقی ماند.
این زبان با خط خاص خود نوشته می‌شد که خط آهوم نام دارد و ریشه‌ای مشترک با دیگر خطوط جنوب‌شرقی آسیا دارد. متون باقی‌مانده به زبان آهوم، که اغلب متون دینی و تاریخ‌نگاری دودمانی‌اند، ارزش فراوانی در مطالعهٔ تاریخ آسام و شناخت فرهنگ آهوم دارند. گرچه زبان دیگر در میان مردم رایج نیست، در سدهٔ بیستم و بیست‌ویکم تلاش‌هایی برای باززنده‌سازی و آموزش آن در میان نوادگان آهوم صورت گرفته است. پژوهشگران زبان‌شناسی نیز این متون را گردآوری و بررسی کرده‌اند تا دستور زبان، واژگان و ساختار زبانی آهوم به‌طور دقیق‌تر بازسازی شود.
زبان آهوم به‌طور کلی نشان‌دهندهٔ پیوندهای زبانی و فرهنگی آسام با دنیای تای در جنوب‌شرقی آسیا است و بازمانده‌های آن در متون مکتوب و آیین‌های مذهبی، بخشی از هویت تاریخی مردم آهوم و فرهنگ آسام به‌شمار می‌رود.